# سنجتك (فريمان)
سنجتك (بالفارسية: سنجتک) هي قرية تقع في قسم سفيدسنغ الريفي في إيران.